# Golinda (Texas)
Golinda es una ciudad ubicada en el condado de Falls en el estado estadounidense de Texas. En el Censo de 2010 tenía una población de 559 habitantes y una densidad poblacional de 52,95 personas por km².

## Geografía
Golinda se encuentra ubicada en las coordenadas 31°21′44″N 97°4′25″O / 31.36222, -97.07361. Según la Oficina del Censo de los Estados Unidos, Golinda tiene una superficie total de 10.56 km², de la cual 10.45 km² corresponden a tierra firme y (0.98%) 0.1 km² es agua.

## Demografía
Según el censo de 2010, había 559 personas residiendo en Golinda. La densidad de población era de 52,95 hab./km². De los 559 habitantes, Golinda estaba compuesto por el 69.77% blancos, el 17.17% eran afroamericanos, el 0.54% eran amerindios, el 0% eran asiáticos, el 0% eran isleños del Pacífico, el 7.87% eran de otras razas y el 4.65% pertenecían a dos o más razas. Del total de la población el 15.92% eran hispanos o latinos de cualquier raza.